# トロヤ群

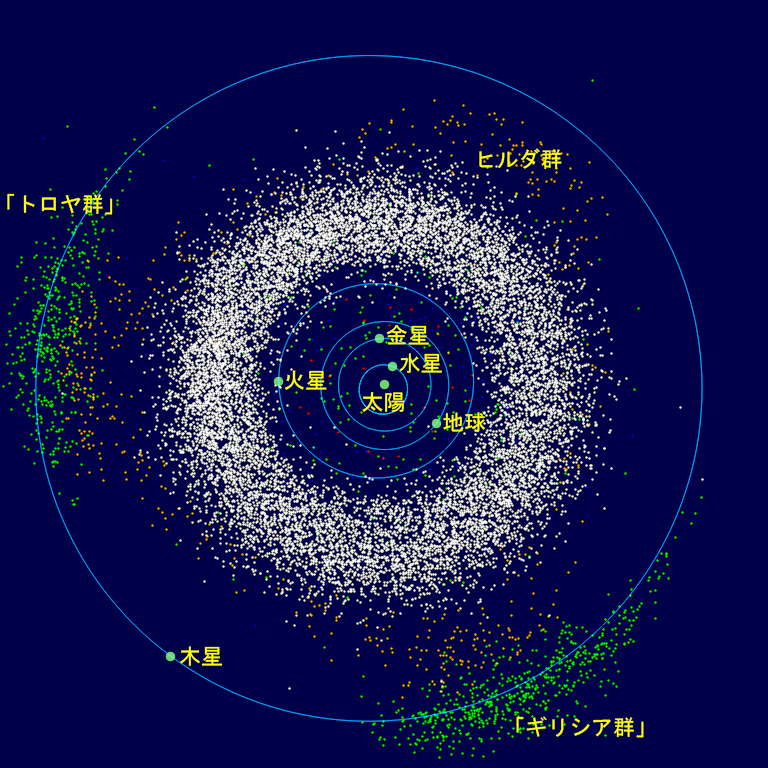
トロヤ群の小惑星。木星は反時計回りに回る。緑色がトロヤ群であり、木星の進路方向はギリシャ群、後方はトロヤ群と区別されている。 また、小惑星帯（メインベルト）の小惑星群は白で、ヒルダ群の小惑星は褐色であらわされている。

トロヤ群（トロヤぐん、英語：Trojan asteroid）は、惑星の公転軌道上の、太陽から見てその惑星に対して60度前方あるいは60度後方、すなわちラグランジュ点L4・L5付近を運動する小惑星のグループである。またこれにちなみ、L4・L5の両ラグランジュ点は特に「トロヤ点」と呼ばれる。
単に「トロヤ群」という場合は通常「木星のトロヤ群」を意味する（詳細は上記項目を参照。本項は簡単に記すだけにする）

## 分布
木星だけでなく地球、火星、土星、天王星、海王星の軌道上にも同様の小惑星が発見されている。
トロヤ群に属する小惑星は2024年11月現在、14,521個（L4に9,070個、L5に5,451個）が確認されている。なぜL4の方が多いのかはよく分かっていない。
内訳は、地球のトロヤ群が2個、火星のトロヤ群が16個、木星のトロヤ群が14,471個、天王星のトロヤ群が1個、海王星のトロヤ群が31個である。
なお、海王星のトロヤ群はエッジワース・カイパーベルト天体が海王星の重力に捕らえられたために現在の軌道になったと考えられている。地球のトロヤ群は、地球から見た場合常に太陽方向に位置するため観測が難しく長らく発見されていなかったが、2011年7月に2010 TK7がトロヤ群であることが初めて確認された。また、アテン群である (3753) クルースンは地球のL4とL5を行き来する馬蹄状の軌道を描いており、地球と1対1の共鳴関係にある。これは特殊なタイプのトロヤ群であるとも言える。天王星と土星のトロヤ群は不安定であり、数が少ないため観測が難しいとされてきたが、2013年になって2011年に発見された2011 QF99が天王星のトロヤ群であることが初めて確認された。2024年には、2019年に発見された2019 UO14が土星のトロヤ群であることが確認された。
なお、土星の衛星の間にも同様の関係を持つもの（テティスに従うテレストとカリプソ、ディオネに従うヘレネとポリデウケス）が発見されており、トロヤ衛星 (Trojan moons) と呼ばれている。

## 名前
トロヤ群の名前は、1906年、この群に属する小惑星で最初に発見されたものがトロイア戦争の勇士であるアキレウスにちなみ「アキレス」と命名されていたことに由来する。以後この群に属する小惑星にはトロイア戦争に登場する兵士の名前が付けられている。
また、木星に先行する前方ラグランジュ点 (L4) に位置する小惑星を「ギリシア群」、木星に追随する後方ラグランジュ点 (L5) に位置する小惑星を「トロヤ群」と呼んで区別することがある。実際、「ギリシア群」にはギリシア軍の兵士、そして「トロヤ群」にはトロイア軍の兵士の名が付けられている。
ただし、小惑星ヘクトルはこれらの区別が行われる前に命名されたので、由来となったヘクトールがトロヤ側の人物にもかかわらず「ギリシア群」に位置する。同様に小惑星パトロクロスは由来となったパトロクロスがギリシア側の人物であるが「トロヤ群」に位置する。
なお、(3912) トロヤ（Troja） はトロヤ群ではなく、メインベルトに位置するこれといって特徴のない小惑星である。

## 主要なトロヤ群小惑星
- 地球のトロヤ群 (2個)
  - 2010 TK7…L4
  - (614689) 2020 XL5…L4
- 火星のトロヤ群 (小惑星番号が付いたものが5個)
  - (121514) 1999 UJ7…L4
  - (5261) エウレカ…L5
  - (101429) 1998 VF31…L5
  - (311999) 2007 NS2…L5
  - (385250) 2001 DH47…L5
- 木星のトロヤ群
  - ギリシア群…詳細は木星のトロヤ群小惑星の一覧 (ギリシア群)を参照。
    - (588) アキレス
    - (624) ヘクトル…トロヤ群最大の小惑星 (370×195km)。「スカマンドリオス」という衛星を持つ。上記参照。
    - (911) アガメムノン

  - トロヤ群…詳細は木星のトロヤ群小惑星の一覧 (トロヤ群)を参照。
    - (617) パトロクロス…メノイティオスという衛星を持つ。上記参照。
    - (1867) デイフォブス…日本で掩蔽が観測されたトロヤ群小惑星の1つ。
    - (3317) パリス
    - (3708) 1974 FV1（Socus）…名前のない小惑星では最も若い小惑星番号を持っていたが、2020年に命名された。
- 天王星のトロヤ群 (1個)
  - 2011 QF99…L4
- 海王星のトロヤ群 (小惑星番号が付いたものが7個)
  - (385571) 2004 UP10(Otrera)…L4
  - (385695) 2005 TO74(Clete)…L4
  - (527604) 2007 VL305…L4
  - (530664) 2011 SO277…L4
  - (530930) 2011 WG157…L4
  - (613490) 2006 RJ103…L4
  - (666739) 2010 TS191…L4